# Chunioteuthis ebersbachii
Chunioteuthis ebersbachii är en bläckfiskart som beskrevs av Grimpe 1916. Chunioteuthis ebersbachii ingår i släktet Chunioteuthis och familjen Stauroteuthidae. Inga underarter finns listade i Catalogue of Life.